# Chuck Logan
Pour les articles homonymes, voir Logan.
Chuck Logan, né en 1942 à Chicago dans l'Illinois, est un écrivain américain, auteur de roman policier et de thriller. Il est principalement connu pour sa série de romans consacrés à Phil Broker. Son roman Du feu sous la neige (Homefront) est adapté au cinéma par Sylvester Stallone et devient sous la caméra de Gary Fleder le film Homefront sortit en 2013 avec Jason Statham dans le rôle de Broker. En France, il est publié dans la collection Rivages/Noir et au sein des Éditions du Masque.

## Biographie
Il naît en juin 1942, une semaine après la bataille de Midway. Ses parents divorcent très tôt. Chuck ne saura pas grand chose à propos de son père, hormis son nom de famille (Utecht) et qu'il évoluait dans le milieu de la boxe.
Sa mère l'encourage à lire et dessiner. Au début des années 1950, il s'enrôle dans la Georgia Military Academy à College Park en Géorgie. En juillet 1953, sa mère décide le quitter le Michigan pour l'Arizona. Sa mère décède accidentellement après une tempête dans le comté de Marion dans le Kentucky. Chuck survit à l'accident, mais en sort très marqué. Il se tatouera plus tard sur le bras gauche le chiffre « 777 » pour se rappeler la date et l'heure du drame : 7 juillet à 7 heures (pm). Il part alors vivre avec son oncle et sa tante, à Inspiration, Bowie, puis à Superior, petites ville de l’État de l'Arizona.
Il fréquente ensuite le Monteith College de l'Université de Wayne State à Détroit. En 1968, il est volontaire et part pour le Viêt Nam, où il sert d'officier radio notamment à Dông Hà dans la province de Quảng Trị. À son retour au pays, il reçoit le Combat Infantry Badge et la Bronze Star.
En 1969, il travaille dans le Minnesota où il dessine des bandes dessinées dans un mouvement de vétérans antimilitaristes. En 1975, il intègre l'équipe d'artistes du groupe de presse St. Paul Pioneer Press. En 1985, il commence à écrire en se basant notamment sur son expérience militaire. Ses premières publications ne se vendent pas du tout. Sur les conseils de son ami John Sandford, il écrit alors plutôt des thrillers. Il publie son premier roman Hunter's Moon en 1996.
Ses premiers romans reçoivent de bonnes critiques dans Publishers Weekly. Il collabore ensuite avec son ami John Sandford pour le roman Heat Lightning de ce dernier. Dès 1997, il développe le personnage de Phil Broker.
En 2013, son roman Du feu sous la neige (publié en 2005) est adapté par Sylvester Stallone dans Homefront réalisé par Gary Fleder et avec Jason Statham dans la peau de Phil Broker.

## Œuvre

### Romans

#### SériePhil Broker
- The Price of Blood (1997)
- The Big Law (1998)
- Absolute Zero (2002) Publié en français sous le titre Presque veuve, traduit par Aurélie Tronchet, Paris, Éditions du Masque, 2006  (ISBN 2-7024-3267-0) ; réédition, Paris, Éditions Payot & Rivages, « Rivages/Noir » no 696, 2008   (ISBN 978-2-7436-1838-4)
- Vapor Trail (2003) Publié en français sous le titre Brume de chaleur, traduit par Aurélie Tronchet, Paris, Éditions du Masque, 2007  (ISBN 978-2-7024-3268-6) ; réédition, Paris, Éditions Payot & Rivages, « Rivages/Noir » no 762, 2010   (ISBN 978-2-7436-2053-0)
- After the Rain (2004)
- Homefront (2005) Publié en français sous le titre Du feu sous la neige, traduit par Jean-Paul Gratias, Paris, Éditions du Masque, 2009  (ISBN 978-2-7024-3381-2)

#### Autres romans
- Hunter's Moon (1996) Publié en français sous le titre Chasseurs d'hommes, traduit par Aurélie Tronchet, Paris, Édition Murder Inc, « Thriller noir », 2001  (ISBN 2-913636-20-9) ; réédition, Paris, Éditions Murder Inc., « Murder poche » no 5, 2003  (ISBN 2-913636-45-4)
- South of Shiloh (2008)
- Fallen Angel (2013)
- Broker (2017)

## Adaptation

### Au cinéma
- 2013 : Homefront, film américain réalisé par Gary Fleder d'après le roman éponyme adapté par Sylvester Stallone, avec Jason Statham, James Franco et Winona Ryder.

## Source
- Claude Mesplède (dir.), Dictionnaire des littératures policières, vol. 2 : J - Z, Nantes, Joseph K, coll. « Temps noir », 2007, 1086 p. (ISBN 978-2-910-68645-1, OCLC 315873361), p. 218.